# Beyond Evil
Beyond Evil (en hangul: 괴물; RR: Goemul, lit.: Monster, también conocida como: Freak), es una serie de televisión surcoreana transmitida del 19 de febrero de 2021 al 10 de abril de 2021 a través de JTBC.

## Sinopsis
El thriller sigue a Han Joo-won y Lee Dong-shik, dos intrépidos oficiales de la policía que están dispuestos a romper las reglas y hacer todo lo posible mientras se encuentran en la búsqueda de un asesino en serie que ha regresado.
Cuando ocurre un espantoso asesinato, que parece seguir el patrón de una serie de asesinatos en serie sin resolver de hace 20 años, una pequeña y tranquila aldea termina siendo sacudida, por lo que Joo-won y Dong-shik deciden unir fuerzas para atrapar al culpable.
En el proceso por descubrir la verdadera identidad del asesino, los dos se ven obligados a mirar más profundamente a lo que parece sugerir la evidencia y cuestionar constantemente la inocencia de las personas involucradas en el caso, incluidos ellos mismos.

## Reparto

### Personajes principales
| Actor                                 | Personaje        | N.º de episodios | Notas |
| ------------------------------------- | ---------------- | ---------------- | --- |
| Shin Ha-kyun Lee Do-hyun Kim Hyun-woo | Lee Dong-shik    | 16 1-2, 5, 11 13 | Es un capaz oficial, que una vez fue un detective pero luego de ser degradado a realizar trabajos serviles comienza a trabajar en la comisaría de la policía de Manyang. Pronto su vida pacífica da un vuelco cuando conoce al joven detective Han Joo-won, quien se convierte en su superior. Pronto ambos comienzan a trabajar en un caso de asesinato en serie que tuvo lugar hace 20 años y que cambió la vida de Dong-shik. |
| Yeo Jin-goo Jung Hyun-joon            | Det. Han Joo-won | 16 14-15         | Es un joven y capaz detective de élite que parece tenerlo todo, sin embargo debajo de sus admirables cualidades y antecedentes familiares, esconde un secreto que ha guardado durante mucho tiempo. Luego de convertirse en el compañero del ex detective Lee Dong-shik después de ser transferido a la comisaría de la policía de Manyang, un incidente que parece similar a un caso de un asesino en serie de hace 20 años sacude la aldea. Su padre es un importante candidato quien tiene muchas posibilidades de convertirse en el próximo jefe de la Agencia Nacional de la Policía. |

### Personajes secundarios

#### Subestación de Policía de Manyang
| Actor           | Personaje         | Episodio(s) donde apareció | Notas |
| --------------- | ----------------- | -------------------------- | --- |
| Chun Ho-jin     | Nam Sang-bae      | -                          | Es un oficial y el jefe de la subestación de policía de Manyang, a quien no le falta mucho antes de jubilarse. |
| Son Sang-gyu    | Jo Gil-goo        | -                          | Es un sargento de la subestación de policía de Manyang, que siempre sale del trabajo en cuanto da la hora. |
| Baek Sung-kwang | Hwang Kwang-young | -                          | Es un oficial de la subestación de policía de Manyang, que siempre está pendiente para una promoción. |
| Nam Yoon-soo    | Det. Oh Ji-hoon   | -                          | Es el oficial más joven de la subestación de policía de Manyang. Es el hermano menor de Oh Ji-hwa. Está enamorado de Kang Min-jung, cuando es asesinada, Ji-hoon queda destrozado y se siente responsable por haberla dejado sola. |

#### Estación de Policía de Munju
| Actor                                     | Personaje        | Episodio(s) donde apareció | Notas |
| ----------------------------------------- | ---------------- | -------------------------- | --- |
| Choi Dae-hoon Choi Chan-ho Seol Woo-hyung | Lt. Park Jung-je | - 3-4, 11-13 13            | Es el teniente del equipo de apoyo de investigación de la estación de policía de Munju, así como el amigo de la infancia de Lee Dong-shik e hijo de la congresista Do Hae-won.                              |
| Kim Shin-rok Nam Ga-hyeon Lee Ye-bit      | Oh Ji-hwa        | - 13                       | Es la líder del equipo de la división de crímenes violentos de la estación de policía de Munju. Es la antigua compañera de clases y amiga del oficial Lee Dong-shik, así como la exesposa de Lee Chang-jin. |
| Shim Wan-joon                             | Det. Kang Do-soo | -                          | Es un detective de homicidios de la estación de policía de Munju honesto, quien ve a Lee Dong-shik como modelo a seguir.                                                                                    |
| Jung Gyu-soo                              | Jung Cheol-moon  | -                          | Es el jefe de la estación de policía de Munju. |
| Seo Jeong-shik                            | Det. Kwak Oh-sub | -                          | Es un detective mayor de la estación de policía de Munju. |
| Park Bo-kyung                             | Im Sun-nyeo      | -                          | Es la capitana del equipo de investigación forense y la esposa del detective Kang Do-soo. |
| Yoo Byung-hoon                            | Teniente Ha      | -                          | Es un teniente de la estación de policía de Munju. |
| Park Do-wook                              | Kim Joon-ho      | -                          | Es un oficial de la estación de policía de Munju. |
| Yoon Jong-goo                             | -                | 5                          | Es un detective de la estación de policía de Munju. |
| Baek Sung-chul                            | -                | 12                         | Es un detective de la estación de policía de Munju. |

#### Habitantes de Manyang
| Actor                     | Personaje            | Episodio(s) donde apareció | Notas |
| ------------------------- | -------------------- | -------------------------- | --- |
| Gil Hae-yeon              | Do Hae-won           | -                          | Es una concejal y candidata a la alcaldía de la ciudad de Munju. Es madre del teniente Park Jung-je. |
| Heo Sung-tae              | Lee Chang-jin        | -                          | Es el director ejecutivo de "JL Constructions" y presidente del comité de desarrollo de la ciudad de Munju. Es un hombre de sangre fría que prioriza sus beneficios y metas por enciama de todos los demás. Su exesposa es la oficial Oh Ji-hwa. |
| Lee Kyu-hee Park Kwang-il | Kang Jin-mook        | -                          | Es el dueño de la tienda de comestibles en Manyang, así como el hermano adoptivo del oficial Lee Dong-shik y padre de Kang Min-jung. Es el responsable de la muerte de Min-jung. |
| Kang Min-ah               | Kang Min-jung        | -                          | Es la hija de Kang Jin-mook, una joven estudiante universitaria, alegre y honesto del pueblo de Manyang cuyo padre es dueño del supermercado local. Es extremadamente cercana a Lee Dong-shik, a quien conoce desde pequeña y llama tío. A pesar de su estrecha amistad con Dong-shik, Min-jung ha logrado evadir su línea de visión mientras bebe, baila y se lo pasa bien durante sus años universitarios.Más tarde es secuestrada y asesinada, aunque al inicio el detective Han Joo-won piensa que Dong-shik es el responsable, poco después descubren que Jin-mook era el responsable y que en realidad él no era el padre de Min-jung. |
| Choi Sung-eun             | Yoo Jae-yi           | -                          | Es una joven con una gran habilidad con los cuchillos que es dueña de la carnicería y restaurante "Manyang Butcher's Shop". Su vida entra en un incontrolable torbellino cuando conoce a los policías Han Joo-won y Lee Dong-sik, quienes están dispuestos a descubrir la verdad sobre los hechos ocurridos en su ciudad natal. |
| Jo Ji-seung Ju Ye-eun     | Yoon Mi-hye (Cherry) | 8                          | Es la madre biológica de Kang Min-jung. |
| Kim Hee-ra                | Bang Joo-sun         | 1                          | Es la dueña del café a donde Lee Dong-shik acudía cuando era joven veinte años atrás. Cuando Joo-sun es asesinada, Dong-shik se convierte en un sospechoso. |
| Jung Jae-jin              | Bang Ho-cheol        | -                          | Es el padre de Bang Joo-sun. |
| Jun Soo-hyun              | Jang Oh-bok          | -                          | Es el secretario y guardaespaldas de Do Hae-won. |
| Kim Jung-eun              | Lee Kang-ja          | 1                          | Es la esposa de Jo Gil-goo y una clienta del salón de belleza. |

#### Personas cercanas a Joo-won
| Actor        | Personaje   | Episodio(s) donde apareció | Notas |
| ------------ | ----------- | -------------------------- | --- |
| Choi Jin-ho  | Han Ki-hwan | -                          | Es el padre del detective Han Joo-won y un fuerte candidato para convertirse en el próximo Comisionado de la Agencia Nacional de Policía. Es un hombre que esconde un obscuro pasado y muchos secretos. |
| Park Ji-hoon | Kwon Hyuk   | -                          | Es un fiscal de la ciudad de Munju y el ex tutor privado de la escuela secundaria de Han Joo-won. |
| Woo Jung-won | Lee Su-yeon | 14-15                      | Es la esposa de Han Ki-hwan y madre de Han Joo-won. |

#### Personas cercanas a Dong-shik
| Actor           | Personaje    | Episodio(s) donde apareció | Notas |
| --------------- | ------------ | -------------------------- | --- |
| Moon Joo-yeon   | Lee Yoo-yeon | 1                          | Es la hermana gemela fraterna del oficial Lee Dong-shik. Después de su muerte, el inspector Han Joo-won cree que Dong-shik está involcrado en el crimen y hace todo lo posible por atraparlo. |
| Park Myung-shin | -            | 1-2                        | Es la madre de Lee Dong-shik y Lee Yoo-yeon. |
| Kim Jung-ho     | -            | 2                          | Es el padre de Lee Dong-shik y Lee Yoo-yeon. |

### Otros personajes
| Actor          | Personaje      | Episodio(s) donde apareció | Notas                                                            |
| -------------- | -------------- | -------------------------- | ---------------------------------------------------------------- |
| Won Mi-won     | -              | 1, 4                       | Es la dueña del restaurante en Manyang.                          |
| Lee Kyung-mi   | -              | -                          | Es la dueña del salón de belleza en Manyang.                     |
| Kim Sun-kyung  | -              | 1                          | Es una mujer del vecindario en Manyang.                          |
| Yang Jin-seon  | -              | -                          | Es una mujer del vecindario en Manyang.                          |
| Choi Sol-hee   | -              | -                          | Es una mujer del vecindario en Manyang.                          |
| Nam Dong-jin   | -              | 1                          | Es un hombre de Manyang que denuncia la desaparición de su hijo. |
| Jun Joon-woo   | -              | 1                          | Es un detective de la policía de Seúl.                           |
| Kim Dong-hyun  | -              | 2                          | Es un detective de la policía de Seúl.                           |
| Ahn Soo-ho     | -              | 3                          | Es un residente cerca de la montaña Simju.                       |
| Kwon Ban-suk   | -              | 4                          | Es un reportero.                                                 |
| Ban Hye-young  | -              | 4                          | Es una reportera.                                                |
| Yu Yeon-seok   | -              | 4                          | Es un reportero.                                                 |
| Kang You-seok  | Im Gyu-seok    | 5, 13                      | Es un joven reportero de "JSB News".                             |
| Jang Sung-bum  | Lee Sang-yeob  | 5, 7                       | Es un joven oficial de la policía de Seúl.                       |
| Song Chang-gyu | -              | 5                          | Es un residente local de Manyang.                                |
| Han Ye-joo     | -              | 5                          | Es una residente local de Manyang.                               |
| Choi Hyuk-joo  | -              | -                          | Es la hija mayor de Bang Ho-cheol y hermana de Bang Joo-sun.     |
| Cha Chung-hwa  | Lee Geum-hwa   | -                          | Es una inmigrante ilegal que se convierte en una víctima.        |
| Kim Bi-bi      | Han Jeong-im   | -                          | Es una víctima.                                                  |
| Jang Min-young | Jin Hwa-lim    | 8                          | Es una víctima.                                                  |
| Park Sang-hyun | Yeo Chun-ok    | 8                          | Es una víctima.                                                  |
| Chun Jung-ha   | -              | 8                          | Es la gerente de "Maria".                                        |
| Yoon Boo-jin   | -              | 8                          | Es una masajista de "Maria".                                     |
| Park Eun-young | -              | 8                          | Es una masajista de "Maria".                                     |
| Shin Mi-young  | -              | 8                          | Es una masajista de "Maria".                                     |
| Nam Mi-jung    | -              | 10                         | Es una mujer en el mercado de pescado.                           |
| Sung Nak-kyung | -              | 12                         | Es un ex colega de Lee Chang-jin, con quien cometía delitos.     |
| Han Ki-jang    | Kim Dol-suk    | 12, 16                     | Es el asistente de Lee Chang-jin en "JL Constructions".          |
| Cha Si-won     | -              | 12                         | Es un empleado de "JL Constructions".                            |
| Kim Seung-tae  | Han Kyung-soo  | 13-14                      |                                                                  |
| Son Sung-chan  | Park Hyun-chul | 13-14                      |                                                                  |
| Kim Sung-yong  | Park Kyung-soo | 13-14                      |                                                                  |
| Sung Chan-ho   | -              | 13-14                      | Es un asambleísta.                                               |
| Kim Yong-jin   | Won Sang-soo   | 13-14                      | Es un asambleísta.                                               |
| Lee Ja-ryoung  | Lee Bo-ram     | 13-15                      |                                                                  |
| Kim Won-suk    | -              | 14                         | Es un oficial de control de DUI de la policía de Seúl.           |
| Kim Kyung-min  | -              | 14                         | Es un oficial de la policía de Seúl.                             |
| Lee Dong-kyu   | -              | 15                         | Es un locutor de noticias.                                       |
| Gu Seo-jun     | -              | -                          | Es un ex detective.                                              |

### Apariciones especiales
| Actor       | Personaje                | Episodios donde apareció | Notas  |
| ----------- | ------------------------ | ------------------------ | ------ |
| Lee Do-hyun | Lee Dong-shik (de joven) | 1-2, 5, 11               | [ 27 ] |

## Episodios
La serie está conformada por 16 episodios, los cuales fueron emitidos todos los viernes y sábados a las 11:00pm (KST).

### Ratings
Los números en color rojo indican las calificaciones más bajas, mientras que los números en azul indican las calificaciones más altas.
| Episodio | Título               | Fecha de emisión      | Participación promedio de audiencia (AGB Nielsen) | Participación promedio de audiencia (AGB Nielsen) |
| Episodio | Título               | Fecha de emisión      | Nacional                                          | Seúl                                              |
| -------- | -------------------- | --------------------- | ------------------------------------------------- | ------------------------------------------------- |
| 1        | Appear (나타나다)    | 19 de febrero de 2021 | 4.451% (5.ª)                                      | 5.232% (4.ª)                                      |
| 2        | Disappear (사라지다) | 20 de febrero de 2021 | 3.948% (6.ª)                                      | 4.854% (6.ª)                                      |
| 3        | Smiled (웃다)        | 26 de febrero de 2021 | 4.330% (4.ª)                                      | 4.920% (4.ª)                                      |
| 4        | Cried (울다)         | 27 de febrero de 2021 | 4.204% (7.ª)                                      | 5.179% (6.ª)                                      |
| 5        | The Deceit (속대)    | 5 de marzo de 2021    | 3.765% (7.ª)                                      | 4.237% (4.ª)                                      |
| 6        | To Deceive (속이다)  | 6 de marzo de 2021    | 4.442% (6.ª)                                      | 4.881% (5.ª)                                      |
| 7        | Catch (낚다)         | 12 de marzo de 2021   | 4.172% (7.ª)                                      | 4.721% (4.ª)                                      |
| 8        | Caught (낚이다)      | 13 de marzo de 2021   | 5.356% (5.ª)                                      | 6.490% (2.ª)                                      |
| 9        | Floating (떠오르대)  | 19 de marzo de 2021   | 4.651% (4.ª)                                      | 5.498% (4.ª)                                      |
| 10       | Sink (가라앉다)      | 20 de marzo de 2021   | 5.502% (4.ª)                                      | 6.311% (1.ª)                                      |
| 11       | Tighten (조이다)     | 26 de marzo de 2021   | 4.682% (4.ª)                                      | 5.385% (4.ª)                                      |
| 12       | Loosen (풀다)        | 27 de marzo de 2021   | 4.279% (5.ª)                                      | 5.118% (1.ª)                                      |
| 13       | Bury (묻다)          | 2 de abril de 2021    | 5.021% (4.ª)                                      | 5.840% (4.ª)                                      |
| 14       | Answer (답하다)      | 3 de abril de 2021    | 5.302% (2.ª)                                      | 6.317% (1.ª)                                      |
| 15       | Letting Go (놓다)    | 9 de abril de 2021    | 5.355% (4.ª)                                      | 6.351% (4.ª)                                      |
| 16       | Catch (잡다)         | 10 de abril de 2021   | 5.991% (1.ª)                                      | 6.666% (1.ª)                                      |
| Promedio | Promedio             | Promedio              | %                                                 | %                                                 |

## Música
El OST de la serie está conformado por las siguientes canciones:

### Parte 1
| No. | Intérprete            | Canción             | Letra                                                                   | Música                                                                  | Duración |
| --- | --------------------- | ------------------- | ----------------------------------------------------------------------- | ----------------------------------------------------------------------- | -------- |
| 1   | Choi Baek-ho (최백호) | "The Night"         | Kim Hyun-ah (de lalasweet), Park Tae-jin, Ban Kwang-ok y Jeon Yong-joon | Kim Hyun-ah (de lalasweet), Park Tae-jin, Ban Kwang-ok y Jeon Yong-joon | 3:53     |
| 2   | -                     | "The Night" (Inst.) | -                                                                       | Kim Hyun-ah (de lalasweet), Park Tae-jin, Ban Kwang-ok y Jeon Yong-joon | 3:53     |

### Parte 2
| No. | Intérprete           | Canción            | Letra                                                                                     | Música                                                                                    | Duración |
| --- | -------------------- | ------------------ | ----------------------------------------------------------------------------------------- | ----------------------------------------------------------------------------------------- | -------- |
| 1   | Bibi (Kim Hyung-seo) | "Timeless"         | Ha Geun-young, Choi Min-ji (Chansline), Kim Sung-min (Chansline) y Kim Si-won (Chansline) | Ha Geun-young, Choi Min-ji (Chansline), Kim Sung-min (Chansline) y Kim Si-won (Chansline) | 3:21     |
| 2   | -                    | "Timeless" (Inst.) | -                                                                                         | Ha Geun-young, Choi Min-ji (Chansline), Kim Sung-min (Chansline) y Kim Si-won (Chansline) | 3:21     |

### Parte 3
| No. | Intérprete      | Canción         | Letra                        | Música                       | Duración |
| --- | --------------- | --------------- | ---------------------------- | ---------------------------- | -------- |
| 1   | Car, the Garden | "Empty"         | Ha Geun-young y Lee Soo-yeon | Ha Geun-young y Lee Soo-yeon | 4:00     |
| 2   | -               | "Empty" (Inst.) | -                            | Ha Geun-young y Lee Soo-yeon | 4:00     |

### Parte 4
| N.º | Intérprete    | Canción            | Letra | Música | Duración |
| --- | ------------- | ------------------ | ----- | ------ | -------- |
| 1   | Sunwoo Jung-a | "The Road" (향해)  | -     | -      | -        |
| 2   | -             | "The Road" (Inst.) | -     | -      | -        |

## Premios y nominaciones
| Año  | Categoría                        | Premio                   | Nominado            | Resultado |
| ---- | -------------------------------- | ------------------------ | ------------------- | --------- |
| 2021 | Best Actor                       | 57th Baeksang Arts Award | Shin Ha-kyun        | Ganó      |
| 2021 | Best Supporting Actor            | 57th Baeksang Arts Award | Choi Dae-hoon       | Nominado  |
| 2021 | Best New Actress (TV)            | 57th Baeksang Arts Award | Choi Sung-eun       | Nominada  |
| 2021 | Best Director (TV)               | 57th Baeksang Arts Award | Shim Na-yeon        | Nominado  |
| 2021 | Best Screenplay                  | 57th Baeksang Arts Award | Kim Soo-jin         | Nominado  |
| 2021 | Technical Award - Cinematography | 57th Baeksang Arts Award | Jang Jong-kyung     | Nominado  |
| 2021 | Best Drama                       | 57th Baeksang Arts Award | Freak (Beyond Evil) | Ganó      |

## Producción
La serie también es conocida como "Monster" y/o "Beyond Evil".
La dirección contó con Shim Na-yeon (심나연), quien tuvo el apoyo de la guionista Kim Soo-jin (김수진).
El 3 de diciembre del 2020 salieron las fotos de la primera lectura del guion.

### Recepción[52]
El 25 de febrero de 2021, Good Data Corporation compartió su nueva clasificación de los dramas y miembros del elenco que generaron más revuelo durante la semana del 15 al 21 de febrero del mismo año. Las listas se compilaron a partir del análisis de artículos de noticias, publicaciones de blogs, comunidades en línea, videos y publicaciones en redes sociales sobre 18 dramas que están actualmente al aire o que saldrán al aire próximamente. La serie obtuvo el puesto número cuatro en la lista de dramas, mientras que el actor Shin Ha-kyun ocupó el puesto 8 dentro de los diez miembros del elenco más comentados de la semana.
El 16 de abril de 2021, Good Data Corporation compartió su nueva clasificación de los dramas y miembros del elenco que generaron más revuelo durante la segunda semana del mismo mes. Las listas se compilaron a partir del análisis de artículos de noticias, publicaciones de blogs, comunidades en línea, videos y publicaciones en redes sociales sobre los dramas que están actualmente al aire o que saldrán al aire próximamente. La serie obtuvo el puesto número cuatro en la lista de dramas, mientras que los actores Yeo Jin-goo y Shin Ha-kyun ocuparon los puestos 4 y 10 respectivamente, dentro de los diez miembros del elenco más comentados de la semana.
A finales de abril del mismo año se anunciaron las 5 mejores series o programas coreanos más vistos en el mes por la audiencia a través del portal Viki, entre ellas: River Where the Moon Rises, Mouse, Kingdom: Legendary War, Freak y Sell Your Haunted House.

### Distribución internacional
La serie está disponible en Viu con subtítulos en varios idiomas en el sudeste asiático (Singapur, Malasia, Myanmar, Indonesia, Tailandia y Filipinas).
A partir del 11 de abril de 2021 la serie está disponible en Netflix en todo el mundo.
| País      | Cadena         | Notas |
| --------- | -------------- | ----- |
| Filipinas | K-plus Channel | -     |
| Indonesia | K-plus Channel | -     |
| Malasia   | K-plus Channel | -     |
| Singapur  | Starhub TV     | -     |